# Mezilečí
Mezilečí (en allemand : Mesletsch) est une commune du district de Náchod, dans la région de Hradec Králové, en République tchèque. Sa population s'élevait à 137 habitants en 2022.

## Géographie
Mezilečí se trouve à 14 km à l'ouest-nord-ouest de Náchod, à 30 km au nord-nord-est de Hradec Králové et à 118 km à l'est-nord-est de Prague.
La commune est limitée par Maršov u Úpice au nord, par Maršov u Úpice au nord-est, par Hořičky à l'est et au sud-est, par Brzice au sud-ouest et à l'ouest.

## Histoire
La première mention écrite du village date de 1495.

## Transports
Par la route, Mezilečí se trouve à 10 km de Česká Skalice, à 18 km de Náchod, à 39 km de Hradec Králové et à 150 km de Prague. 